# Filosofia del Fuck-Off
Filosofia del Fuck-Off è un singolo del gruppo musicale italiano Articolo 31, pubblicato il 28 aprile 2023.

## Descrizione
Il brano è stato pubblicato esclusivamente in download digitale e streaming:

## Tracce
Testi di Alessandro Aleotti e Federica Abbate, musiche di Vito Perrini, Wladimiro Perrini e Ivan De Gese.
1. Filosofia del Fuck-Off – 3:00